# Pisani bisernik
Pisani ali srednji bisernik (znanstveno ime Fabriciana adippe)  je dnevni metulj iz družine pisančkov, ki je razširjen po celi Evropi ter Aziji, vse do Japonske.

## Opis
Na prvi pogled je pisani bisernik zelo podoben bleščečemu biserniku, od katerega se loči po bolj intenzivnih barvah zgornje strani kril, črn pas ob robu kril pa pri pisanem biserniku ni tako širok in izrazit kot pri sorodniku. Razlika med njima je najbolj opazna, ko metulj sedi z zaprtimi krili. Takrat je na spodnji strani zadnjih kril opazen niz različno velikih rjavo rdečih navideznih očesc, ki ležijo med polkrožnimi srebrno belimi lisami ob zunanjem robu kril in nizom topo štirirobih bisernih lis, ki ležijo na sredi zadnjega para kril. Zunanji rob teh lis je črn. Pisani bisernik se v Sloveniji pojavlja od morja pa vse do visokogorja, preko kril pa meri med 45 in 60 mm. Najpogosteje se zadržuje na suhih in toplih travnikih s posameznimi grmi, pa tudi na gozdnih jasah v svetlih gozdovih, kjer leta od junija do avgusta.
Glavna hrana gosenic so listi rastlin iz rodu vijolic (Viola), zaradi česar samice odlagajo jajčeca v njihovi neposredni bližini. Pogosto jajčeca odlagajo na skale, pokrite z mahom.
- Pisani bisernik
- △ Pisani bisernik